# Baku-youkai

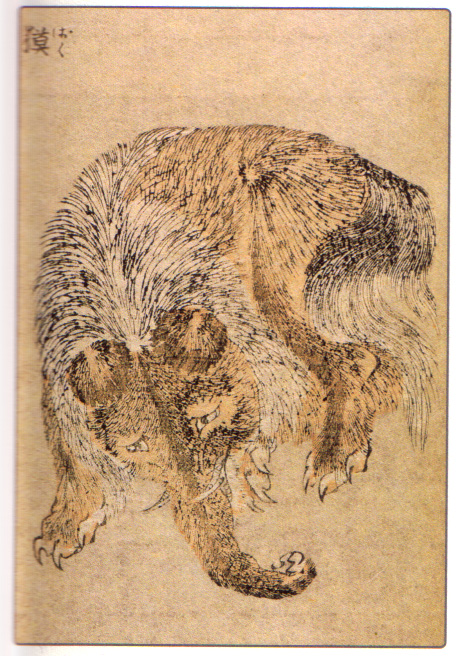
Baku pintado por Katsushika Hokusai.

Baku-youkai (獏 ou 貘) é um youkai japonês originalmente da China. É normalmente descrita como uma criatura atarracada, com tromba, semelhante à anta, animal com o mesmo nome em japonês. Também é descrito como um animal quimérico. A descrição mais comum hoje em dia mostra um animal com corpo de urso, patas de tigre, tromba de elefante, cauda de boi e olhos de rinoceronte, mas existem outras descrições como uma da China antiga que o transforma em um animal semelhante a um bode com nove caudas, quatro orelhas e olhos em suas costas.
O Baku é uma fera benévola e na China acredita-se que possa repelir o mal, mas ela tornou-se mais conhecida por sua habilidade de devorar os pesadelos das pessoas e a má sorte que os acompanha. Pessoas que acordam após um pesadelo podem pedir a ajuda do Baku, repetindo três vezes: "Dou o meu sonho para o Baku comer", ou uma frase parecida. A imagem da criatura, quando colocada em ornamentos nas camas, é considerada benéfica e eram pintadas com tinta dourada nos travesseiros da nobreza.
Também se considera que o Baku seja capaz de devorar maus espíritos causadores de pragas e doenças, e dormir sobre a pele de um manteria as doenças e a falta de sorte distantes.
O Pokémon Drowzee é um Baku.
Em Kamen Rider Black os Gorgom usam um monstro Baku ( na tradução brasileira chamada de Antar), para induzir Kyoko Akizuki pelo sonho, a liberar sua força vital para reviver Shadow Moon.
O digimon Tapirmon, de Digimon Frontier também é um Baku.
Em Naruto Shippuuden o personagem Danzou Invoca um Baku.
Em Legacy of Lunatic Kingdom, 15º jogo da série Touhou Project a personagem Doremy Sweet é uma Baku